# Micracontia batisella
Micracontia batisella är en fjärilsart som beskrevs av George Francis Hampson 1895. Micracontia batisella ingår i släktet Micracontia och familjen nattflyn. Inga underarter finns listade i Catalogue of Life.